# Deutsche Bank Building
Het Deutsche Bank Building of het originele 130 Liberty Street, voorheen Bankers Trust Plaza tot en met 1998, was een wolkenkrabber in het zuiden van de wijk World Trade Center van de Amerikaanse stad New York.

## Historiek (1971–2011)

### Voor de aanslagen (1971–2001)
Het Deutsche Bank Building was een 'buur' van de South Tower van het World Trade Center (WTC 2), een van de beroemde Twin Towers; tegenover en ten zuiden van de South Tower aan 130 Liberty Street. Het kantoorgebouw was 158 meter hoog, telde 39 verdiepingen en werd vanaf 1998 de vestiging van de financiële instelling Deutsche Bank in Lower Manhattan. 
Het gebouw, waarvan constructie begon in 1971 en drie jaar later was afgerond, was gelegen op 130 Liberty Street en werd gekocht door Deutsche Bank na verwerving van de financiële instelling Bankers Trust in 1998. Het gebouw maakte jarenlang deel uit van de skyline van Lower Manhattan. Het ontwerp kwam van de hand van de firma Shreve, Lamb & Harmon dat in de jaren 20 van de 20e eeuw het Empire State Building ontwierp.

### Terroristische aanslagen op 11 september 2001

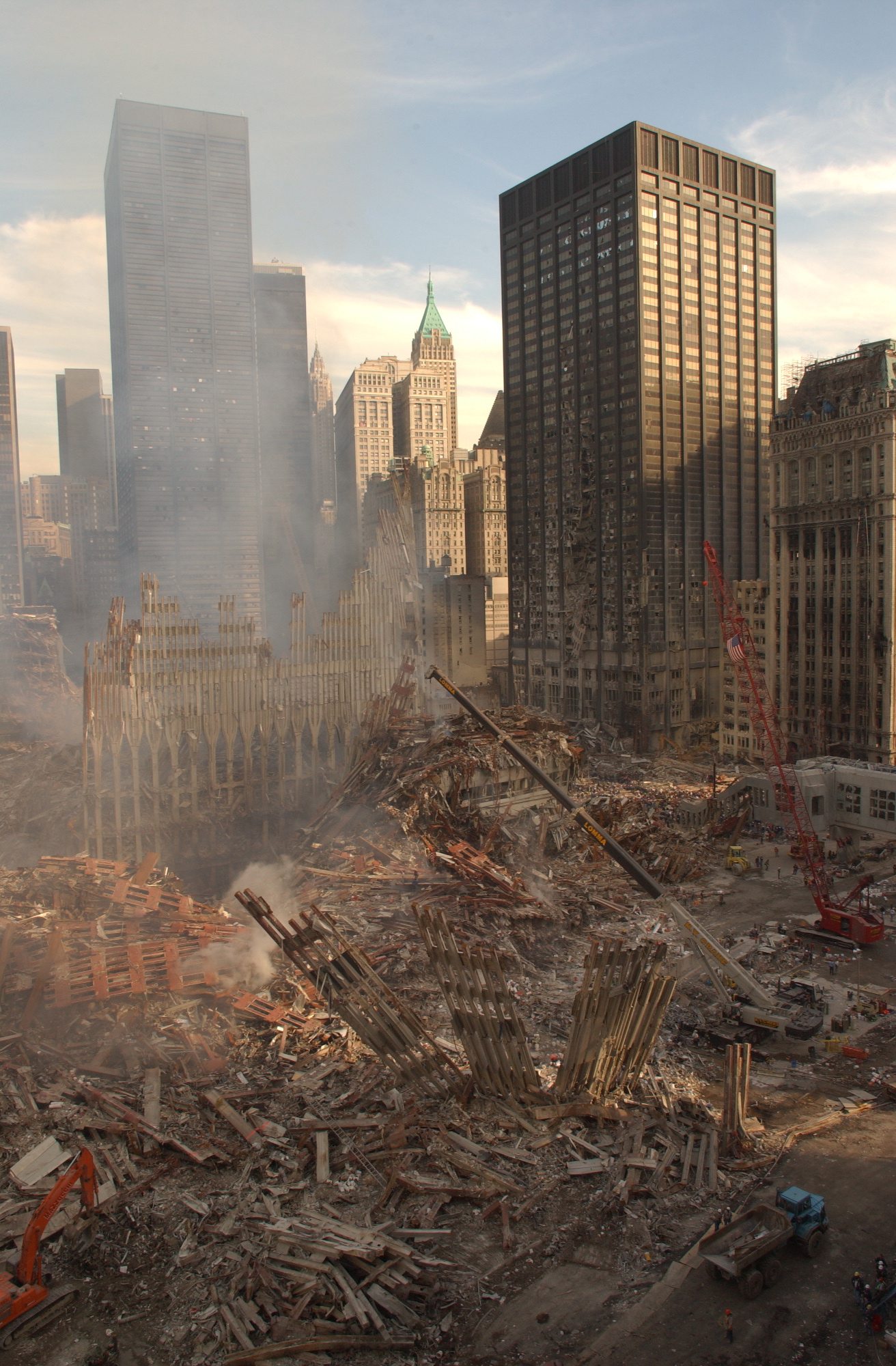
Het Deutsche Bank Building naast de ruïnes van het World Trade Center, met name de South Tower

De ineenstorting van de South Tower van het World Trade Center kerfde het gebouw in, waarna staal en beton van de neergekomen South Tower uit de noordelijke façade van het gebouw staken. De getroffen zone was 24 verdiepingen hoog. Het gebouw was ook gesitueerd in de buurt van het getroffen One Liberty Plaza, maar in tegenstelling tot dat gebouw besloot men het Deutsche Bank Building te ontmantelen en af te breken tussen 2007 en 2011. In januari 2011 was het in de omgeving herkenbare kantoorgebouw verdwenen.
Het gebouw aan Liberty Street werd te zeer beschadigd door het puin, waardoor brand ontstond en bovendien ook een grote hoeveelheid asbest vrijkwam. Naast structurele schade was het risico op verspreiding van schadelijke silica te groot.

### Ontmanteling en afbraak (2001–2011)
De onderste regionen van de noordelijke façade van het gebouw liepen ernstige schade als gevolg van de aanslagen. De hoogte betrof 24 verdiepingen. Het puin werd uiteindelijk opgeruimd. Vanwege extensieve vervuiling besloot Deutsche Bank echter dat de ruïne van het gebouw moest worden afgebroken. Tijdens de opruim- en herstelperiode werd 157 meter hoge omheining geplaatst om instorten te voorkomen. 
Eigenaar Deutsche Bank beweerde dat het gebouw niet kon worden hersteld naar een bruikbare staat, terwijl verzekeraars de beschadigde wolkenkrabber als haalbare kaart behandelden in plaats van als verlies. De herstellingswerken werden aanvankelijk meer dan twee jaar uitgesteld, waarbij de toestand van het gebouw verslechterde. In 2004 werd een overeenkomst aangekondigd om schadeverzekering te waarborgen. Als onderdeel van deze overeenkomst verwierf de Lower Manhattan Development Corporation de locatie zodat de sloop kon beginnen. 
In september 2005 werden menselijke resten op het dak gevonden en in maart 2006 vonden bouwvakkers meer stoffelijke resten. Familieleden van slachtoffers riepen op tot een zoekactie met behulp van forensisch onderzoek. Tussen 7 april en 14 april 2006 werden meer dan 700 menselijke beenderen aangetroffen in het grind op het dak.
Op 7 december 2006 kondigde men aan dat het gebouw zou worden ontmanteld. Omwonenden werden bang voor giftige stoffen. De totale kosten van de afbraak namen toe en bedroegen zo'n $ 75 miljoen omdat grote hoeveelheden asbest, dioxine, lood, silica, kwarts, polycyclische aromatische koolwaterstoffen, chroom en mangaan in het gebouw waren gevonden.
Het leegstaande Deutsche Bank Building werd zwaar getroffen door brand op 18 augustus 2007, toen bouwvakkers een sigaret rookten en de veiligheidsregels van het gebouw schonden. Het gebouw beschikte niet over een brandslang, waardoor het extreem moeilijk was het vuur te doven. Het Deutsche Bank Building werd sinds maart 2007 niet meer geïnspecteerd, hoewel tweewekelijks nazicht was verplicht. Het gebouw brandde de hele nacht door, maar New York City Fire Department wist het vuur te bestrijden. Twee brandweermannen kwamen om het leven door inademing van koolmonoxide. 115 andere brandweerlui raakten gewond, waarvan 46 zwaargewond.
De ontmanteling van het Deutsche Bank Building vond in fases plaats en zou oorspronkelijk eind 2008 worden voltooid, maar dit werd uitgesteld tot eind 2010. In oktober 2009 werd aangekondigd dat de ontmanteling van het gebouw zou worden hervat. Sloopwerken werden op 20 januari 2011 voltooid. De sloop van de eerste verdieping en de fundering was afgerond op 28 februari 2011.
Het Deutsche Bank Building werd inmiddels vervangen door 60 Wall Street, tegenwoordig de hoofdzetel van Deutsche Bank in het financiële district van New York. Op de locatie bouwde men Liberty Park en de nieuwe St. Nicholas Greek Orthodox Church.